# Jathika Hela Urumaya

Logo von Jathika Hela Urumaya – eine Muschel

Die Jathika Hela Urumaya (JHU, singhalesisch ජාතික හෙළ උරුමය, Tamil ஜாதிக ஹெல உறுமய, englisch National Heritage Party; „Partei des nationalen Erbes“) ist eine von buddhistischen Mönchen gegründete Partei in Sri Lanka.

## Geschichte
Bei den Parlamentswahlen am 2. April 2004 erreichte die im Februar 2004 gegründete Partei 6,0 % der Stimmen und gewann damit 9 der 225 Sitze. Alle Kandidaten waren buddhistische Mönche. Die JHU unterstützte die Wahl von Mahinda Rajapaksa von der Sri Lanka Freedom Party zum Ministerpräsidenten. 2007 trat sie in eine Koalitionsregierung ein und stellte seitdem mit Champika Ranawaka den Minister für Umwelt und natürliche Ressourcen.
Eine Verfassungsklage der JHU verhinderte 2005 eine Verlängerung der Amtszeit von Staatspräsidentin Chandrika Kumaratunga.
Bei der Präsidentschaftswahl 2015 unterstützte sie den Kandidaten Maithripala Sirisena und bei der Parlamentswahl im selben Jahr gewann sie als konstituierende Partei der United National Front for Good Governance drei Parlamentsmandate.

## Ziele
Zentrale Ziele der Partei sind die Bewahrung des nationalen Erbes, Umweltschutz und die Förderung des Buddhismus. Sie verfolgt einen singhalesisch-nationalistischen Kurs und ist gegen die Gründung eines eigenen Staates der Tamilen. Im Jahr 2012 spaltete sich die radikalere Bodu Bala Sena von der JHU ab.